# Всесвітня історія XX століття
Перша частина. Продовження на сторінці Всесвітня історія XX століття. Частина II
Історія XX століття багата подіями, які сформували сучасний світ. Сюди входять дві світові війни, виникнення комуністичних і фашистських тоталітарних режимів, розкол світу на два табори і холодна війна між ними, розвал колоніальних імперій і становлення нових незалежних держав.
Зелена революція в 40—70-х роках XX століття разом із успіхами медицини призвели до швидкого зростання населення Землі та продовження життя людини.
XX століття — ера технологічної революції і низки проривних винаходів, зокрема: повітроплавання, ракетобудування, атомна енергетика, атомна зброя, космічні технології, радіо і телебачення, мобільний телефон, комп'ютер, інтернет, антибіотики, нанотехнології, кріотехніка, перехід від індустріального до інформаційного суспільства, розширення ноосфери в межах Сонячної системи. Крім того, XX століття багате на доленосні наукові відкриття в різноманітних галузях: генна інженерія, теорія відносності, клонування, надпровідність, космогонія, космологія та ін.
Кінець століття — період інформаційного суспільства і глобалізації і, водночас, загострення глобальних проблем людства, вирішувати які людство повинно в наступному XXI столітті: перенаселення, вичерпання ресурсів, глобальне потепління, деградація довкілля та інших.

## Початок ХХ століття

### Геополітична ситуація

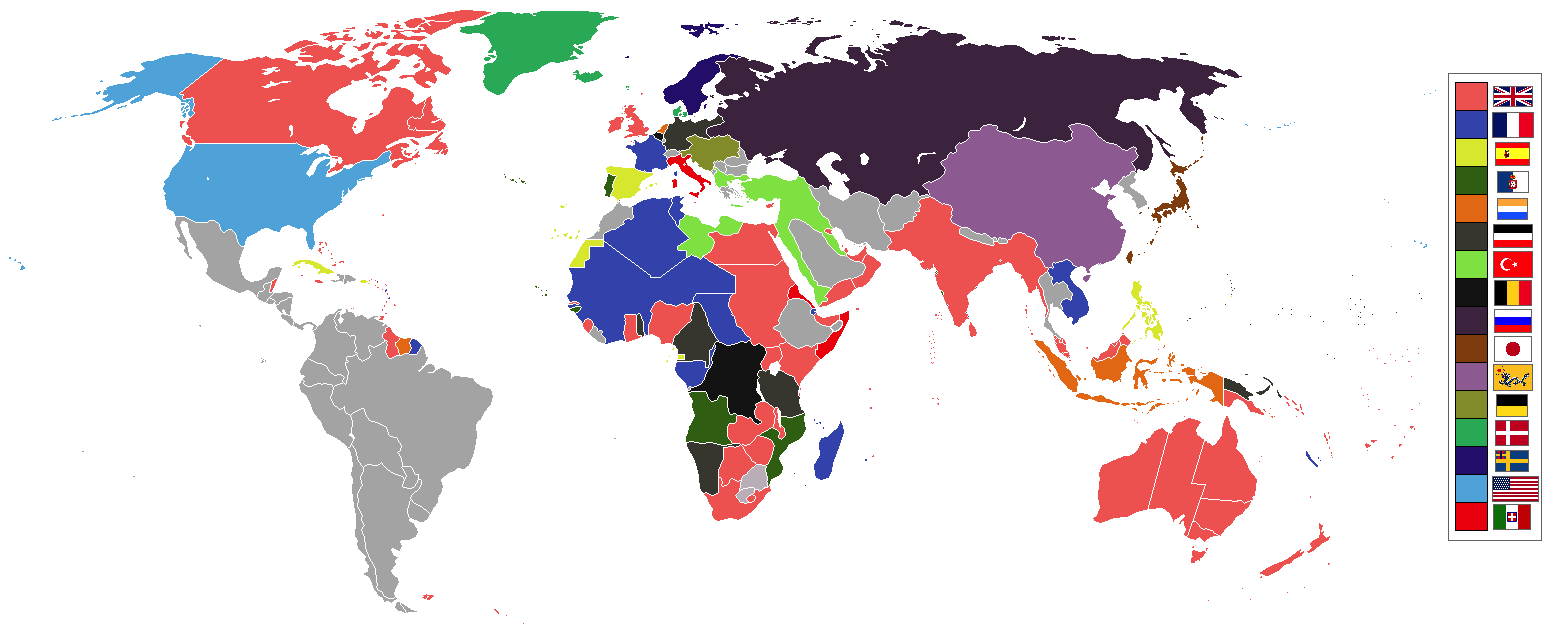
Імперії в 1898

Державний устрій, політичні системи країн Англії, Франції, Німеччини, Росії, США та Японії на початку XX століття.
На початку XX століття світ був поділений на сфери впливу великих колоніальних імперій. Центрами цих імперій були індустріалізовані країни Європи, у яких впродовж 19 століття відбувся промисловий переворот.
Найбільшій серед імперій, Британській, належали Канада в Північній Америці, Австралія та Нова Зеландія, Індія, великі території на півдні та сході Африки (див. Колоніальний розподіл Африки) та інші землі. Британія була на той час конституційною монархією і майстернею світу.
Французька республіка володіла великими територіями в Африці (Французька Західна Африка й Французька Екваторіальна Африка) та Індокитаї (Французький Індокитай).
У боротьбу за колоніальний розподіл світу вступила, заявивши про наміри здобути своє місце під сонцем, Німецька імперія, нещодавно утворена внаслідок об'єднання Німеччини. Німеччина дещо запізнилася на розподіл колоній, але їй належали Німецька Південно-Західна Африка та Німецька Східна Африка. Теж нещодавно об'єднана Італія наприкінці 19 століття захопила Сомалі та Італійську Східну Африку. Значними за розмірами колоніями володіли Бельгія (Бельгійське Конго) та Нідерланди (Індонезія).
Політичну картину Європи доповнювали ще три великі імперії: Австро-Угорська, Османська та Російська. Російська імперія розширила свої території за рахунок Туркестану і зміцнювала свої позиції на Далекому Сході. Османська імперія володіла значними територіями на Балканах, на Близькому Сході та в Північній Африці.
Крім європейських держав до числа індустріалізованих долучилися Сполучені Штати Америки та Японія. США на початок XX століття ще поступалися військовою та фінансовою могутністю Британії, втім у сфері їхнього впливу перебувала Латинська Америка. Вигравши Іспансько-американську війну 1898 року, США здобули контроль над Кубою, Пуерто-Рико та Філіппінами. Через 30 років після реставрації Мейдзі Японія стала розвиненою військово-могутньою державою, яка прагнула поширити свій вплив на ослаблений при маньчжурській династії Цін Китай.

#### Міжнародні відносини

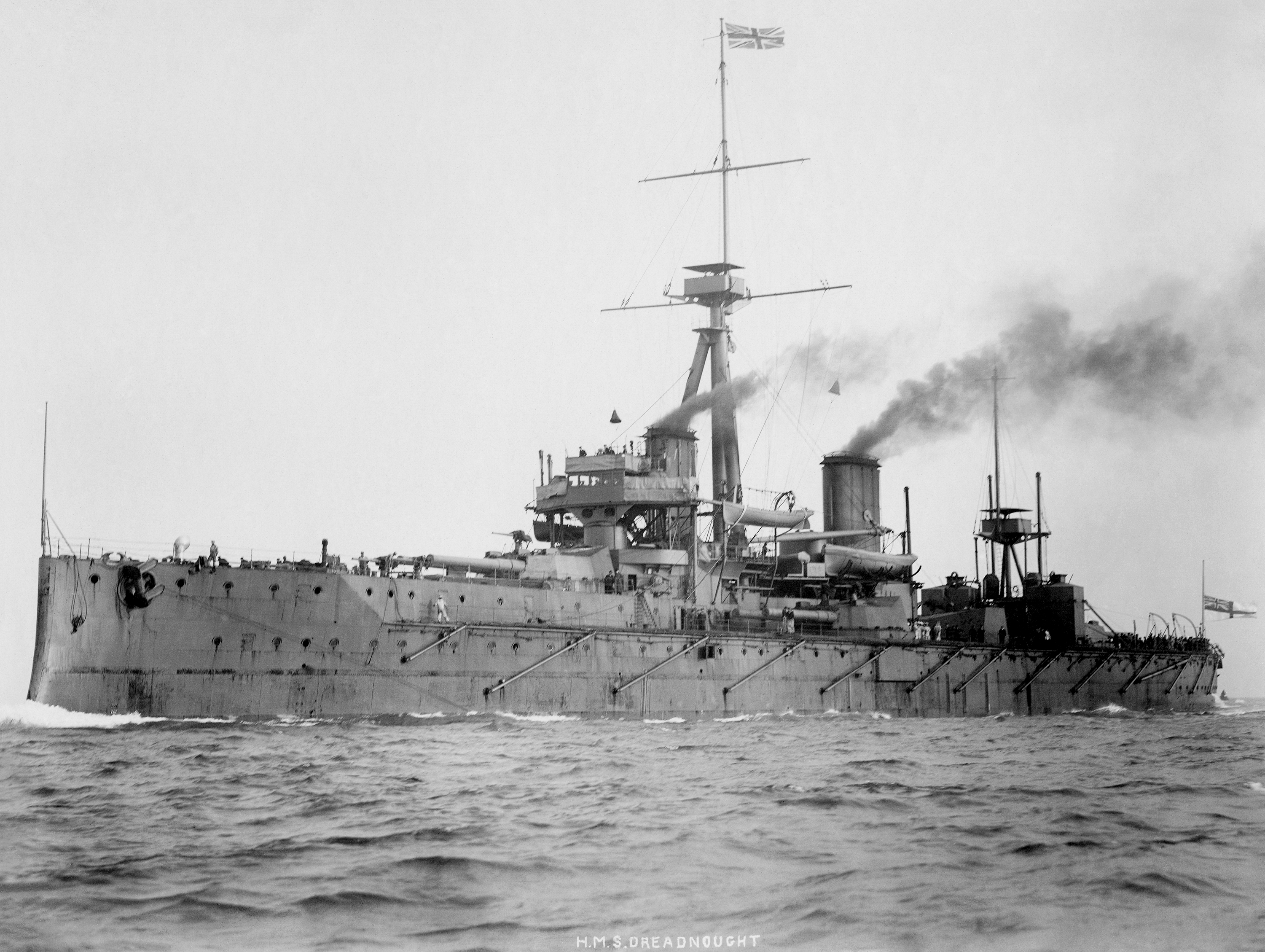
Корабель його величності «Дредноут» (1906)

Вимоги основних сил неминуче приходили в протиріччя й призвели до низки міжнародних конфліктів. Намагаючись забезпечити собі підтримку в майбутніх воєнних конфліктах, європейські держави почали організовуватися в політичні союзи. У 1882 році Німецька імперія, Австро-Угорська імперія та Королівство Італія утворили Троїстий союз, покликаний об'єднанню зусиль в боротьбі з Французькою республікою та Російською імперією. Договір про Троїстий союз неодноразово поновлювався, хоча в 1910-ті Королівство Італія стало поступово відходити від нього. На противагу Троїстому союзу Французька республіка, Російська імперія та Велика Британія утворили політичне об'єднання, що отримало назву Антанти. Антанта утворилася внаслідок низки двосторонніх договорів, підписаних у проміжку між 1897 та 1907 роками. З 1911 Антанта стала військовим об'єднанням.
Німецька імперія на початку XX століття продовжувала агресивну Weltpolitik Отто фон Бісмарка й цілеспрямовано втілювала в життя план Тірпіця побудови військово-морського флоту, який зміг би конкурувати з британським. Британці відповіли побудовою у 1906 лінкора «HMS Dreadnought» нового зразка, що революціонізував військову морську техніку. До перегонів озброєнь долучилися й інші великі держави.
Інтереси Великої Британії та Російської імперії стикалися в Середній Азії. Росія прагнула здобути вихід до Індійського океану, Британія — зберегти свої володіння в Південній Азії. Обидві сторони вели підготовку до військових дій, яка отримала назву Великої гри.

#### Міжнародні кризи та військові конфлікти

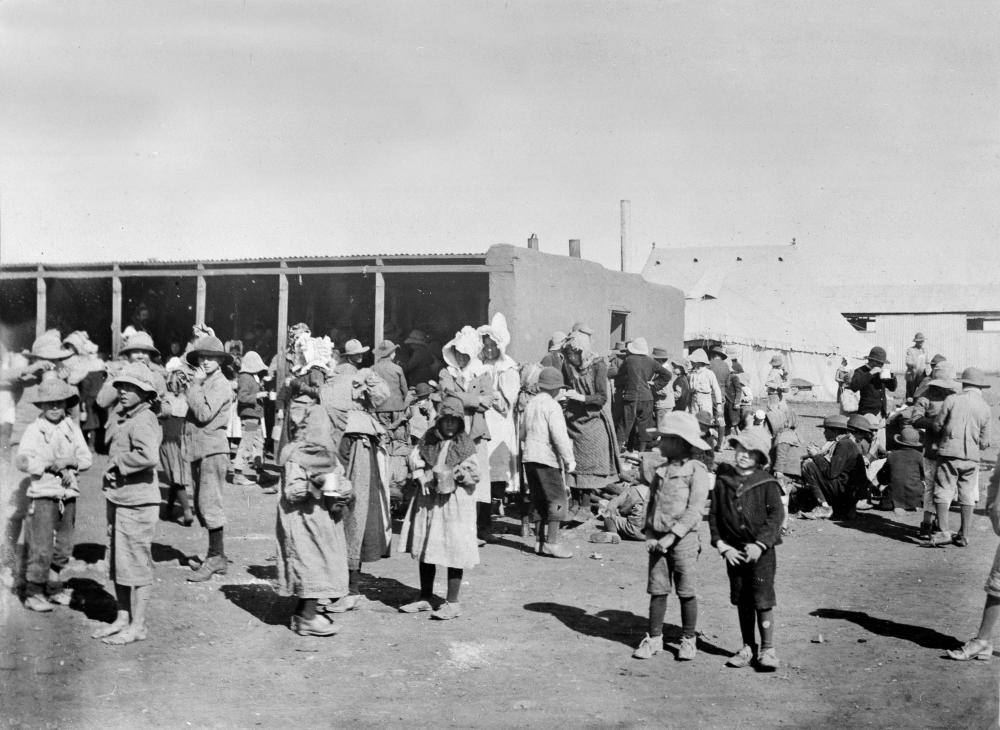
Бурські жінки та діти в британському концентраційному таборі

Першою великою війною XX століття стала Друга англо-бурська війна 1899—1902 років. У результаті війни Велика Британія встановила повний контроль над бурськими республіками. Ця війна характерна тим, що в ній вперше в історії були використані концентраційні табори, явище властиве всьому подальшому століттю.
З 1899 по 1902 рік тривала Філіппіно-Американська війна, яка стала для США важчою, ніж попередня війна з Іспанією. Опір філіппінців продовжувався навіть після повалення Першої філіппінської республіки в 1902 році.
В Російсько-японській війні 1904—1905 років відбулося зіткнення агресивних політик Російської та Японської імперій, які претендували на контроль над Маньчжурією та Кореєю. Поразка Росії у війні стала першим випадком поразки європейської держави у війні з азійською, що у військово-технічному аспекті не поступалася європейській. Ця поразка стала також одним із чинників, що призвели до Російської революції 1905—1907.
Боротьба імперіалістичних держав за колонії в Африці призвела до низки міжнародних криз. Ще в 1898 відбувся Фашодський інцидент між Великою Британією та Французькою республікою за контроль над поселенням Фашода в Судані. Перша марокканська криза 1905 року та Друга марокканська криза 1911 року виникли внаслідок боротьби за контроль над Марокко, якого добивалася Франція при спротиві Німеччини. Ці кризи були подолані дипломатичним шляхом. У 1912 Франція взяла Марокко під повний контроль, однак Німеччина отримала територіальну компенсацію в Екваторіальній Африці.

### Економіка
Стан світової економіки на початку XX століття визначали такі фактори: швидкий розвиток і домінування економік індустріальних держав, зокрема Великої Британії, Французької республіки, Німецької імперії, Російської імперії, США та Японської імперії; успіхи в розвитку науки і техніки; процес утворення і зростання ролі монополій та інтерналізація господарства, завершення формування світового ринку.

#### Економічний розвиток провідних держав
На початку XX століття прискорилося економічне зростання. Загальні середньорічні темпи зростання ВВП провідних індустріальних держав Західної Європи, Північної Америки в 1870–1913 роках становили 2,5 %, зокрема США — 4,1 %, Японії — 2,5 %, Німеччини — 2,8 %, Франції — 1,7 %, Великої Британії. — 1,9 %.
Характерною особливістю світової економіки був перехід від моно- до поліцентризму. Серйозними конкурентами Великої Британії, яка першою стала на шлях промислового перевороту й індустріального розвитку і була «майстернею світу», стали США та Німеччина. Економічний розвиток мав переважно екстенсивний характер. Темпи зростання продуктивності праці відставали від темпів економічного зростання і становили в середньому 1,7 %. У США за 1870—1914 екстенсивні фактори забезпечували 73 % приросту продукції.
Початок XX століття знаменувався радикальними змінами в аграрному секторі економіки світу. В сільському господарстві США, Великої Британії, Франції розвивалось фермерство. Аграрний розвиток у Німецькій імперії відзначався дуалістичністю. Крім фермерських господарств, зберігалось велике землеволодіння юнкерів та залежність селян від них.

#### Технічний прогрес та наукові відкриття

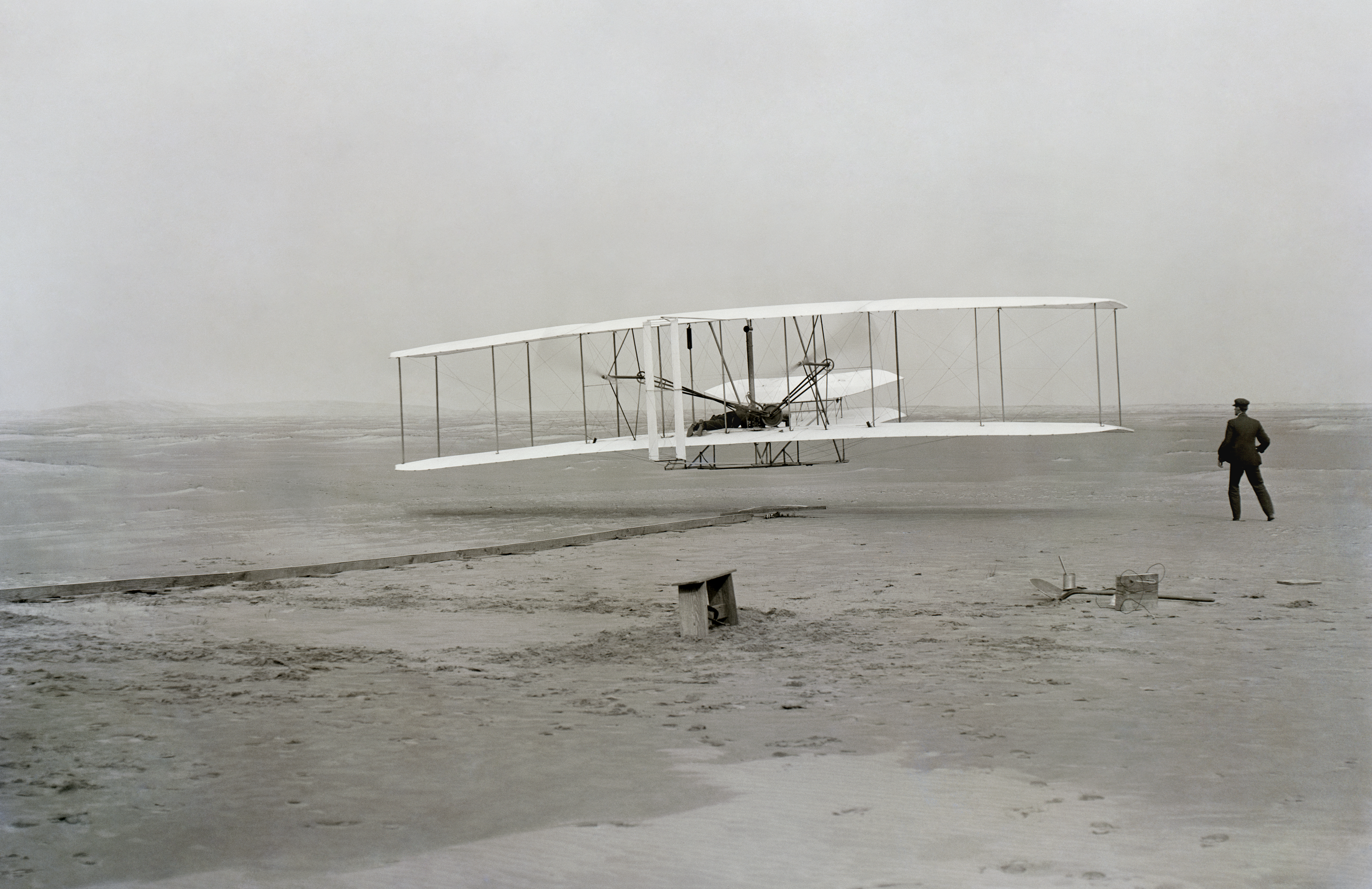
перший політ літака «Флаєр-1» братів Райт

Початок XX століття припадає на другу половину періоду, який отримав назву другої промислової революції. В економіку впроваджувалися винаходи другої половини 19 ст., в провідних світових державах швидкими темпами проходила електрифікація, розпочалося автомобілебудування, перші кроки робила авіація. В індустрії розваг з'явилися нові жанри, пов'язані зі звукозаписом, радіо та кінематографом.
У 1908 компанія Форд почала випуск автомобіля Моделі-T, використовуючи конвеєрну лінію збірки. Розпочалася епоха масового виробництва.
На початку 20 ст. було здійснено багато наукових відкриттів, які мали велике значення для подальшого розвитку науки, особливо в області фізики. Продовжувалося вивчення відкритих наприкінці 19 ст. рентгенівських променів, радіоктивності та електрона, було відкрите радіоактивне перетворення хімічних елементів. У 1911 Ернест Резерфорд запропонував планетарну модель атома. Була відкрита надпровідність. У 1900 Макс Планк заклав перший камінь у побудову квантової механіки, вивчаючи випромінювання абсолютно чорного тіла. 1905 отримав назву Annum Mirabilum (рік чудес) завдяки тому, що в цьому році Альберт Ейнштейн запропонував спеціальну теорію відносності, квантове пояснення фотоефекту та теорію броунівського руху. Всі ці відкриття привели до революції в фізичних уявленнях і до відчуття зникнення речовини, як її трактувала класична фізика.

#### Монополії та світове господарство

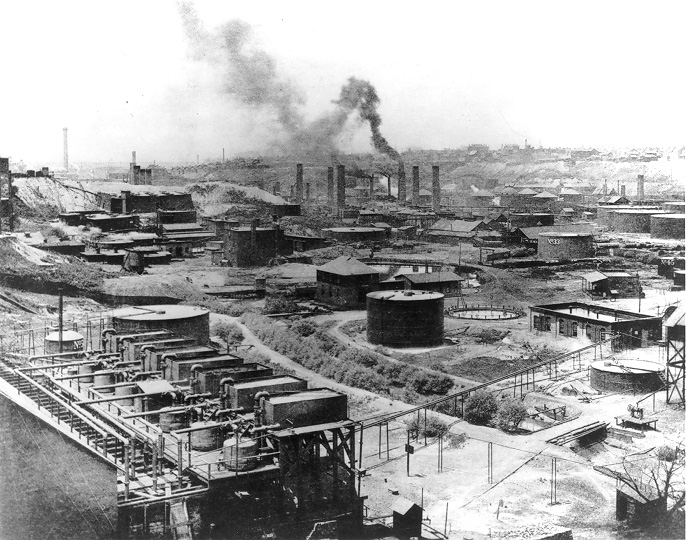
Завод Standard Oil в Клівленді

Кардинальні зміни в усіх сферах господарського життя на початку XX століття призвели до утворення світового господарства як системи світогосподарських відносин, матеріальної основи індустріальної цивілізації. Світове господарство — це сукупність національних господарств як макроекономічних організмів, пов'язаних між собою міжнародними економічними відносинами в цілісну систему. Матеріальною основою формування світового господарства були машинне виробництво, міжнародний поділ праці, завершення формування світового ринку. Істотним чинником розвитку світового господарства стала інтернаціоналізація господарського життя.
Національне виробництво дедалі більше визначалося міжнародними зв'язками. Залежно від ступеня включення його до системи міжнародної спеціалізації та кооперації воно почало набувати форми міжнародного господарського процесу.
Інтернаціоналізація господарського життя відбувалася шляхом утворенням транснаціональних компаній: синдикатів, картелів, трестів, які прагнули до монополізації відповідних галузей виробництва шляхом розподілу ринків збуту, контролю за цінами тощо. Шляхом утоворення концернів відбувалося злиття банківського та промислового капіталу. Іншою характерною рисою капіталізму періоду імперіалізму було те, що на зміну вивозу товарів прийшов вивіз капіталу.
В окремих випадках, коли прагнення трестів до монополії перетиналося з інтересами держави, для боротьби з ними застововувалося антимонопольне законодавство, наприклад, у випадку з ліквідацією Standard Oil у 1911.

### Основні ідейно-політичні течії в суспільному житті країн Європи та США

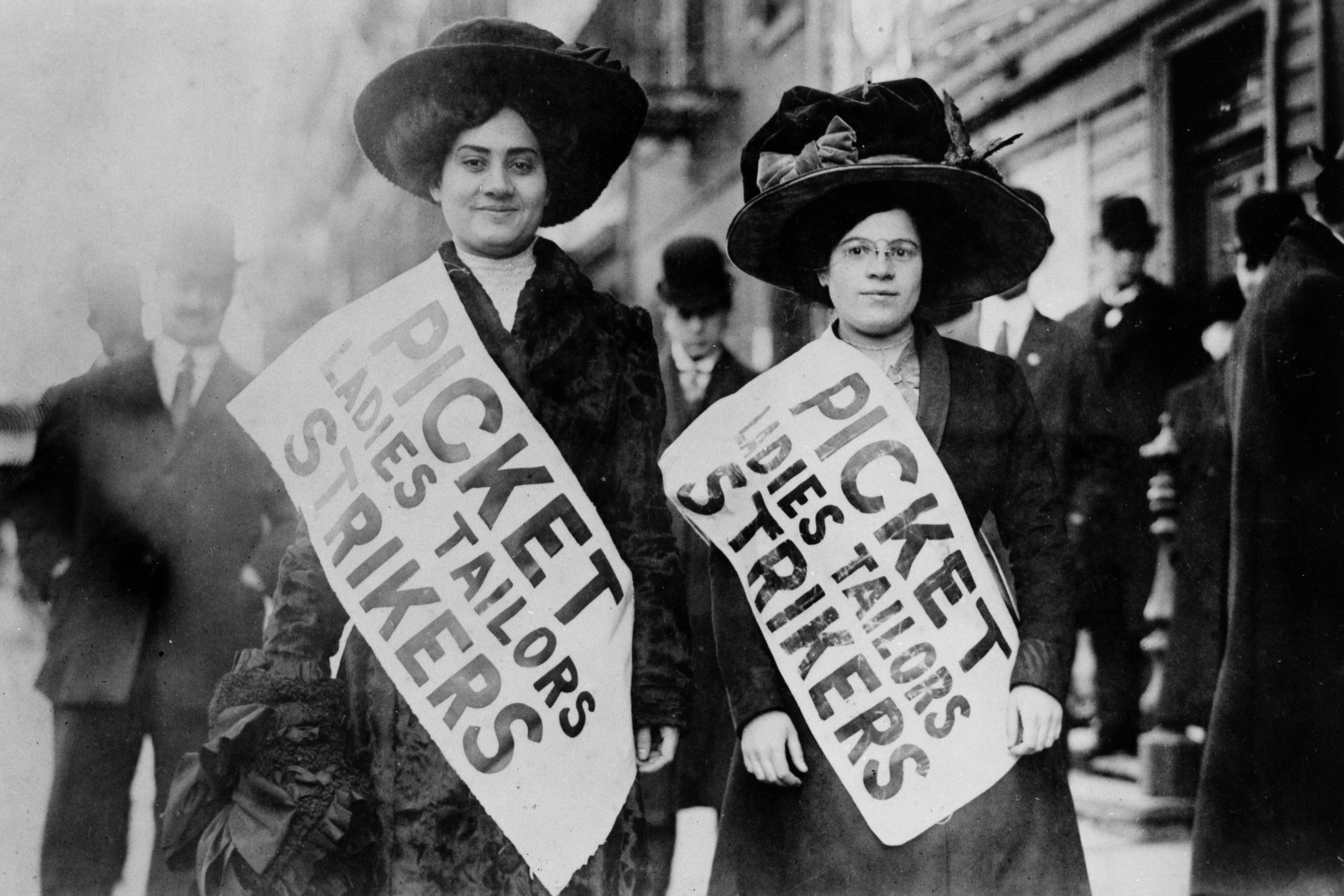
Страйковий пікет кравчинь. 1910

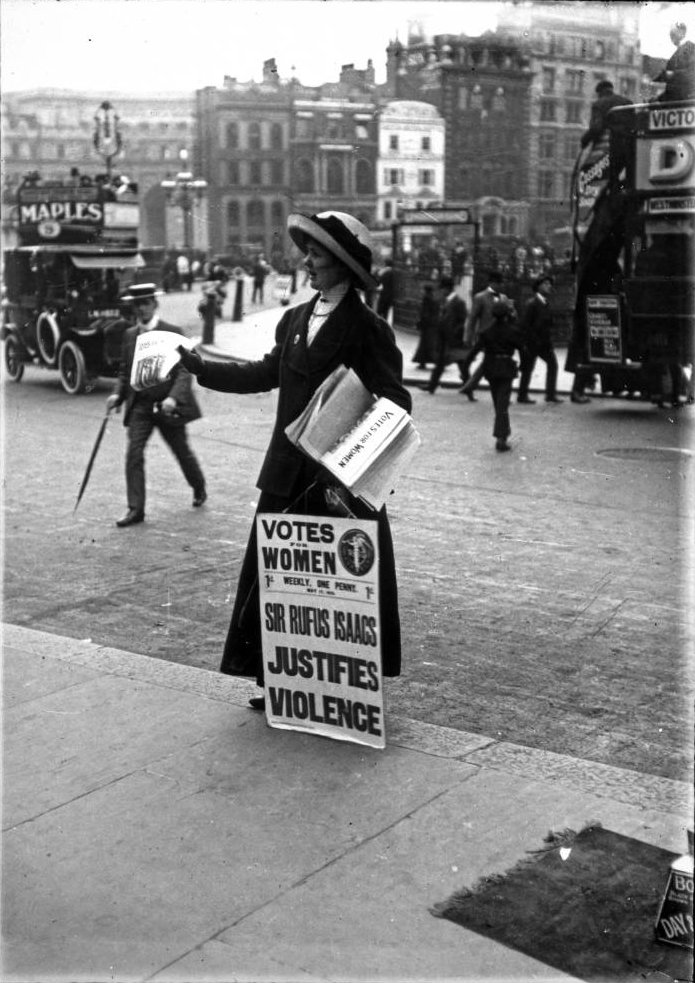
Велика Британія. Розповсюдження британської суфражистської газети. 1910)

Робітничий рух, боротьба за скорочення робочого дня, профспілки, робітничі партії. Національне питання.
Для початку 20 ст. характерне піднесення робітничого руху, який отримав додаткову підтримку від Католицької Церкви у вигляді папської енцикліки «Rerum Novarum» 1891 року, що піднімала питання злиденних умов життя і праці робітників. Енцикліка призвела до формування християнсько-демократичного руху в багатьох країнах Європи.
Економічні вимоги організованого руху робітників включали покращення умов праці, встановлення восьмигодинного робочого дня, підвищення заробітної плати. Якщо в континентальній Європі робітничий рух уже в 19 ст. мав політичне представництво через соціал-демократичні партії, то в Великій Британії тред-юніони довгий час залишалися осторонь політики, однак у 1906 була заснована Лейбористська партія Великої Британії. Російська соціал-демократична робітнича партія утворилася у 1898 нелегально, закордоном.
За своїми ідейними позиціями робітничий рух ділився на марксистський та анархістський. Частина марксистів соціал-демократів ставила перед собою за мету підготовку до революції, збройного повстання, інша, поміркованіша частина, до політичної боротьби в рамках правової системи та трейд-юніонізму через страйки, представництво в парламентах тощо.
Продовжувалася боротьба за загальне виборче право, зокрема за виборче право для жінок. Цей рух отримав назву суфражизму. Боротьба за емансипацію жінок перейшла в нову фазу мілітанство, очолюване Еммелін Панкгерст. У 1910 Другий інтернаціонал оголосив 8 березня Міжнародним жіночим днем.
Становлення й зміцнення позицій національної буржуазії загострило національне питання в багатонаціональних імперіях Європи: Британській, Австро-Угорській, Російській та Османській. Націоналісти прагнули до створення незалежних однонаціональних держав, їм протистояли шовіністичні імперські кола.
Прагнення ірландців до самостійності призвело до утворення в 1905 організації Шинн Фейн, а в 1913 Ірландської республіканської армії. Закон про самоуправління Ірландії кілька разів провалювався в Британському парламенті, але був нарешті затверджений у 1914, однак його впровадження затримала Перша світова війна.
У 1897 була утворена Всесвітня сіоністська організація, що ставила мету виконання Базельської програми зі створення єврейської держави в Палестині, водночас зміцнювався антисемітизм. Європейське суспільство розділилося щодо єврейського питання. Великий розголос мали справа Дрейфуса та справа Бейліса. В Російській імперії під час революції 1905—1907 років поширився чорносотенський рух, частими стали випадки єврейських погромів.

### Розвиток культури на початку ХХ століття

Авіньйонські панянки. Пабло Пікассо, 1906—1907

Початок XX століття був часом, коли почала формуватися індустрія розваг. Наприкінці XIX століття було винайдено кінематограф, а вже до кінця першого десятиліття нового століття в США були тисячі маленьких кінотеатрів, які називалися ніклодеонами, на честь першого «Ніклодеона», відкритого в Піттсбургу в 1906. Перші кроки робила індустрія звукозапису, чому сприяв винахід грамофонів та патефонів.
Початок XX століття був часом найвищого розквіту театру, вар'єте, водевілів, кабаре тощо, а також танцювальних зал — виникли й набули популярності нові танці: танго, фокстрот. До цих традиційних видів масових розваг долучилися спортивні змагання. В Англії Футбольна ліга виникла ще наприкінці 19 ст., а на початку 20 ст. почали один за одним утворюватися футбольні, регбійні, бейсбольні, хокейні, баскетбольні клуби у всьому світі, об'єднюючись у ліги й збираючи на стадіонах велику кількість глядачів. У 1896 були проведені перші Олімпійські ігри сучасності, започаткувавши олімпійський рух. Надалі Олімпійські ігри проводилися кожні чотири роки аж до Першої світової війни, збираючи дедалі більше учасників із різних країн. 1907-ий став роком зародження скаутського руху.
Суспільство жваво цікавилося новинами про географічні експедиції: покорення північного полюса (Роберт Пірі, 1909) та південного полюса (Руал Амундсен, 1911). Здобув популярність психоаналіз, основи якого заклав Зигмунд Фрейд. Нобелівська премія, заснована в 1901, почала відзначати авторів найвизначніших наукових досягнень, літературних творів та людей, що зробили значний внесок у збереження миру на Землі.
Елітарна культура початку XX століття породила сукупність мистецьких напрямків, об'єднаних під назвами модернізм та авангардизм: символізму, експресіонізму, дадаїзму, фовізму, модерну в архітектурі.
Поезія епохи представлена такими поетами, як Ґійом Аполлінер, Райнер Марія Рільке, Редьярд Кіплінг, Олександр Блок, Рабіндранат Тагор. Ромен Роллан, Анатоль Франс, Джозеф Конрад, Джон Голсуорсі, Томас Манн, Кнут Гамсун, Максим Горький були серед найвизначніших представників прози. До визначних представників театру початку століття належали Моріс Метерлінк, Антон Чехов та Бернард Шоу.
Музика: Ріхард Штраус, Арнольд Шенберг, Клод Дебюссі, Моріс Равель, Ігор Стравінський. Значною подією були «Російські сезони» трупи Сергія Дягілєва, провідними балеринами часу були Анна Павлова, Айседора Дункан.
Художники: Густав Клімт, Егон Шиле, Пабло Пікассо, Анрі Матісс, Амедео Модільяні. Скульптура: Олександр Архипенко. Архітектура: Антоні Гауді.

### Національно-визвольна боротьба народів Азії, Африки та Латинської Америки.
Національно-визвольний рух народів Індії та Китаю. Конституційна революція в Ірані та Молодотурецька революція. Мексиканська революція 1910—17. Особливості національно-визвольного руху у країнах Африки.
Британська Індія на початку 20 ст. управлялася віце-королем, з 1899 по 1905 цю посаду займав лорд Керзон. Британців у країні було мало, а їхнє правління спиралося на військо, складене з індійських рекрутів. Особливістю індійського руху за незалежність була внутрішня ворожнеча між представниками різних релігій. Заснований у 1885 Індійський національний конгрес не приваблював мусульманське населення. На противагу йому у 1906 утворилася Всеіндійська мусульманська ліга, що відстоювала утворення незалежної мусульманської держави. Британці вміло використовували принцип поділяй і владарюй. Проте поділ Бенгалії 1905 року для полегшення адміністрування викликав невдоволення бенгальців і започасткував рух свадаші — громадської непокори із закликами до бойкоту британських товарів. Під час свого візиту в Індію в 1911 король Георг V скасував поділ Бенгалії й оголосив про перенесення столиці з Калькутти до нового міста, яке планувалося побудувати на південь від Делі (це місто отримало назву Нью-Делі). Церемонію переносу столиці в 1912 заплямував замах на віце-короля лорда Гардінджа.

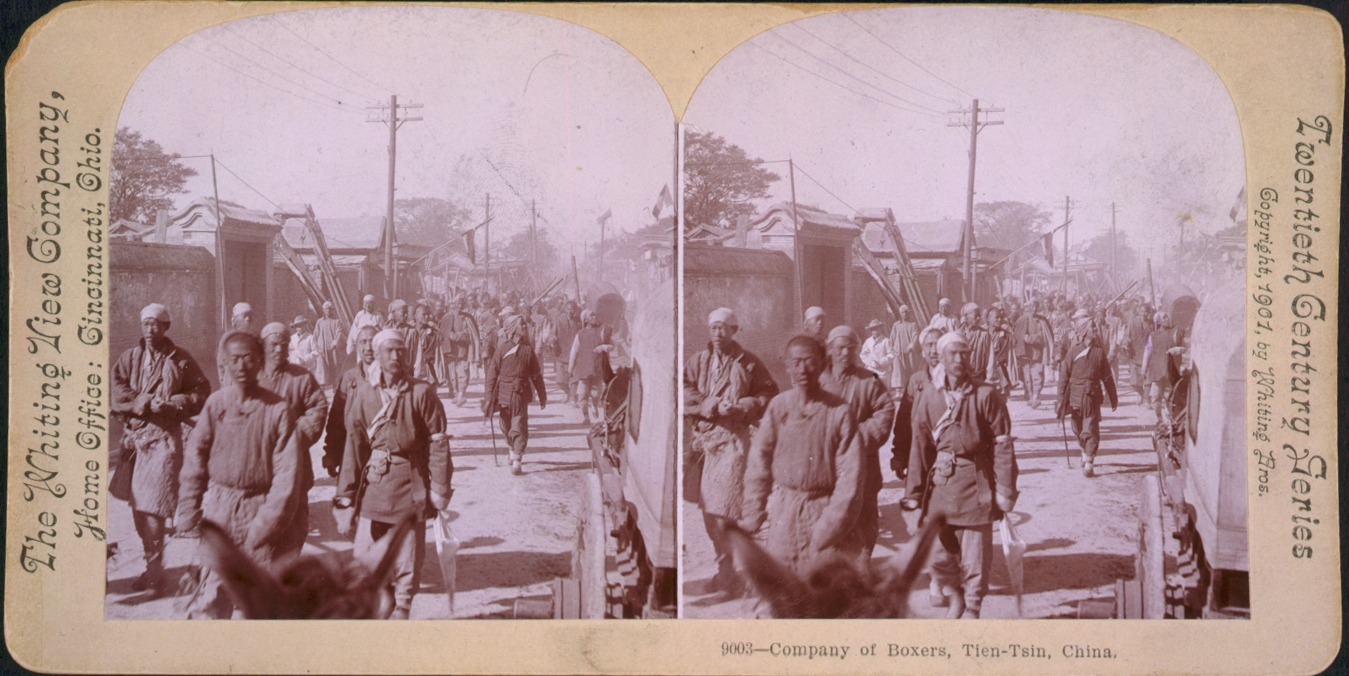
Боксери у Тяньцзині (стереоскопічна картка 1901 року)

Китай увійшов у XX століття при правлінні маньчжурської династії Цін значно ослабленим в економічному та військовому відношенні, відставши в розвитку не тільки від європейських імперій та Сполучених Штатів, а й сусідньої Японії. Контроль над Китаєм виборювали різні імперіалістичні держави. Втручання іноземців у внутрішні справи країни спровокувало Боксерське повстання 1899—1901 років, яке зазнало поразки внаслідок спільної інтервенції західних держав. За Боксерським протоколом Китай змушений був погодитися на постійну присутність іноземних військ у Пекіні. Імператриця Ци Сі померла в 1908, перед тим, вочевидь, отруївши свого племінника. Безлад у Китаї підсилювався боротьбою етнічних ханьців проти маньчжурів, ідеологічним провідником якої був Сунь Ятсен. У 1911 розпочалася Китайська революція, що тривала аж до 1949.
Іран залишався формально незалежним під правлінням шаха, але водночас був ареною Великої гри — боротьби за домінування в регіоні між Російською та Британською імперіями. Наприкінці 19 ст. в країні розпочався рух за демократизацію, результатом якого була Конституційна революція 1906—1911. Шах залишився при владі, але Іран отримав парламент — меджліс. У 1908 британці відкрили в Ірані нафту, що збільшило інтерес до нього європейських імперії. Підписана в 1907 Російсько-Британська угода поділила країну на сфери впливу без огляду на її формальну незалежність.
Встановелення конституційного ладу відбулося також в Османській імперії під час Молодотурецької революції 1908. Втім, революція не зупинила процес розпаду імперії.

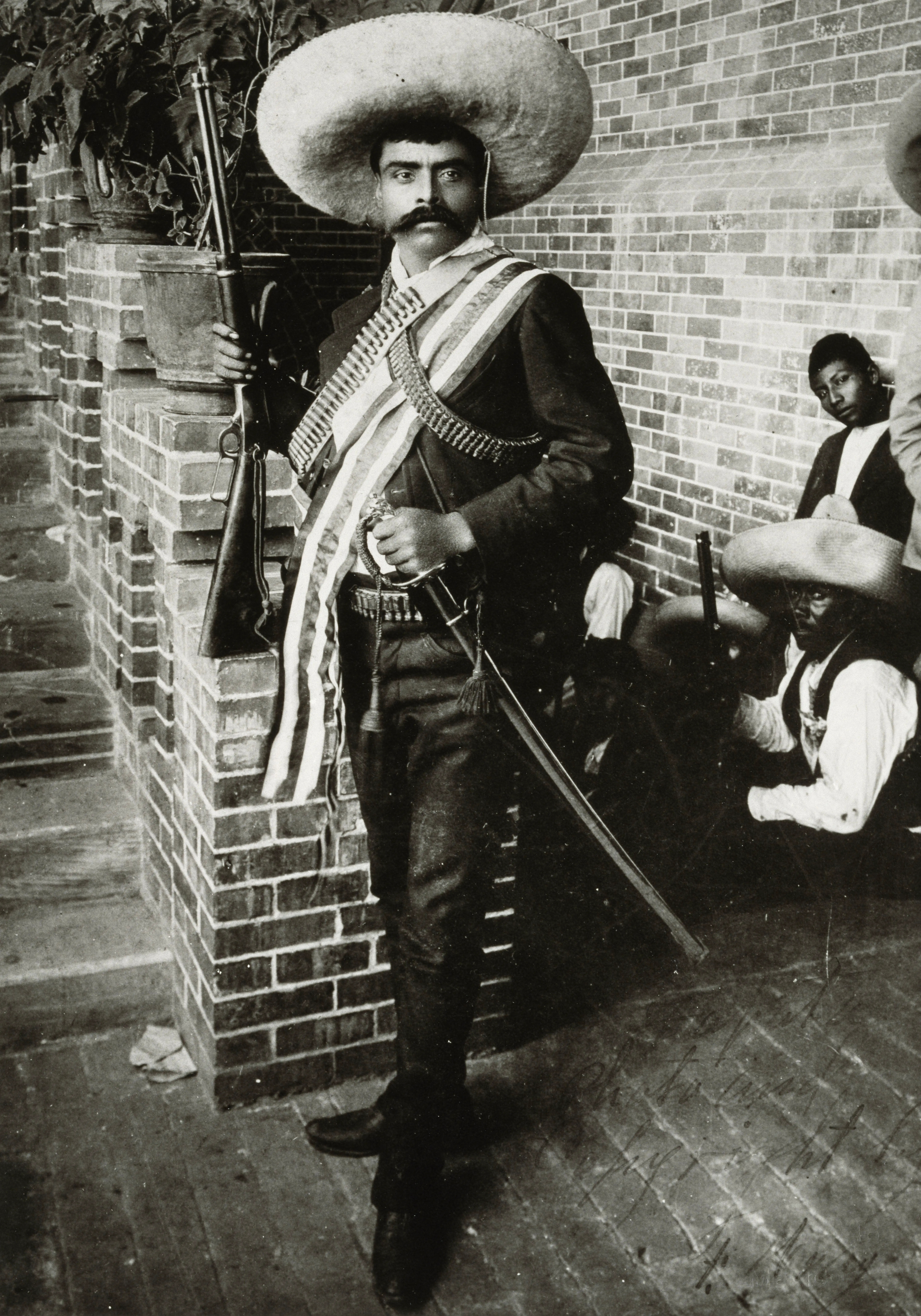
Еміліано Сапата

Більшість країн Латинської Америки здобули незалежність у 19 ст., однак перебували в сильній залежності від європейських та американських інвестицій. Вплив США в регіоні збільшився після спорудження Панамського каналу, будівництво якого розпочалося в 1904 і тривало до 1920. У більшості країн правили диктаторські режими. Економіка була здебільшого монокультурна, спрямована на експорт, в сільському господарстів панували латифундії, більшість селян були безземельними і змушені були ставати пеонами. Визвольна боротьба народів Латинської Америки була спрямована водночас проти іноземного капіталу, особливо проти грінго, за демократизацію своїх країн, за аграрну реформу, що обмежила б владу латифундистів. Такі завдання ставила перед собою Мексиканська революція 1910—17. Спочатку вона була спрямована проти диктатури Порфіріо Діаса, проте незабаром переросла в громадянську війну, визначну роль у якій грали селянські армії Еміліано Сапати та Панчо Вільї. Урядові війська зуміли завдати поразки селянським арміям, і революція завершилася затвердженням конституції 1917.
Європейські держави віддавали концесії на експлуатацію природних ресурсів Африки приватним компаніям, які застосовували брутальні методи, що приводило до частих сутичок із місцевими племенами. Опір африканців колонізаторам був спорадичним, неорганізованим і здебільшого зводився до окремих партизанських нападів, крадіжки худоби тощо. Розправи колонізаторів були жорстокими. В період між 1904 та 1907 стався перший геноцид XX століття — масове винищення племен гереро і нама в Німецькій Південно-Західній Африці. Було знищено від 24 до 100 тис. гереро і 10 тис. нама.

### Країни Центральної та Південно-Східної Європи напередодні Першої світової війни

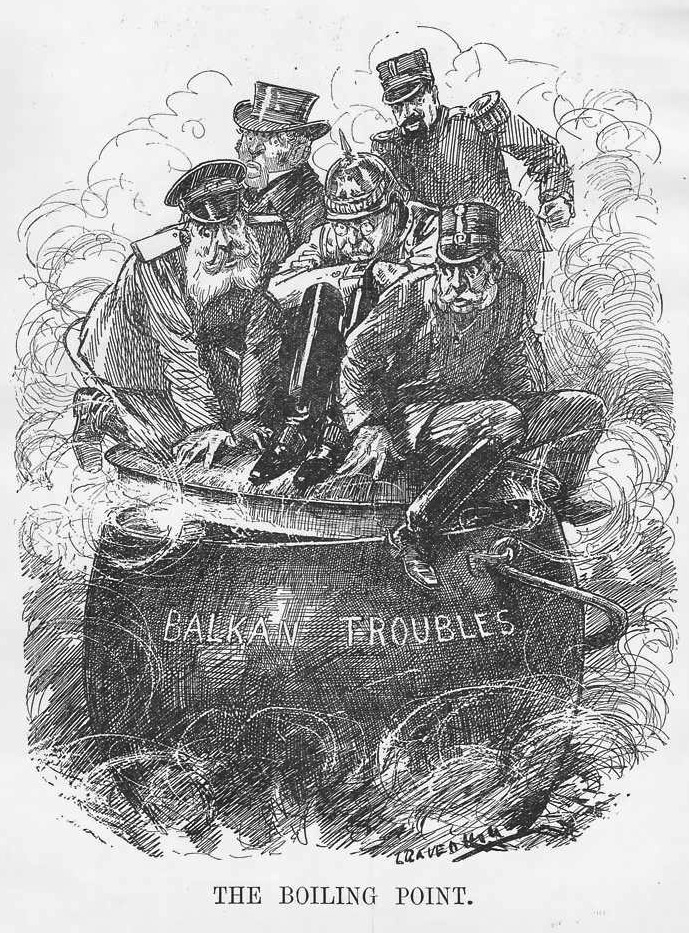
Європейські монархи на балканській пороховій бочці Європи. Після Першої світової війни трон збереже тільки один — британський

Балканський півострів в період до Першої світової війни називали пороховою бочкою Європи. Тут перепліталися інтереси всіх великих європейських імперій. До середини 19 століття весь півострів належав Османській імперії. Однак в 19 столітті вона ослабла, і внаслідок національно-визвольної боротьби балканських народів втратила значну частину території, на якій виникли незалежні держави: Сербське князівство, Болгарське князівство, Князівство Чорногорія, Грецька республіка. Румунія теж отримала повну самостійність тільки в 1878. У період 1904—1908 року тривала Боротьба за Македонію між новими незалежними балканськими державами (Грецьке королівство, Королівство Сербія та Болгарське князівство). Проте до 1910-х років Османська імперія все ще зберігала за собою широку смугу балканської землі, на якій мешкали представники різних народів, що створювало підстави для претензій на ці землі різних держав. Частина Балкан залишалася під владою Австро-Угорської імперії.
Османська імперія ослаблювалася дедалі більше. У 1908 відбулася молодотурецька революція, яка розпочалася в Македонії. Австро-Угорська імперія скористалася цим і анексувала Боснію. Виникла Боснійська криза. Нового удару їй завдала переможна для Королівства Італія Італійсько-турецька війна 1911—1912. В результаті ряду двосторонніх угод сформувався Балканський союз Королівства Сербія, Королівства Чорногорія, Болгарського царства та Королівства Греція, спрямований проти Османської імперії. В 1912—1913 роках відбулася Перша балканська війна, в якій країни Балканського союзу координованими ударами відвоювали у Османської імперії майже всі європейські території, за винятком невеликої частини Фракії. Результати війни були затверджені Лондонським мирним договором, але переможці не змогли мирно поділити території, зокрема на Македонію претендували водночас Грецьке королівство, Королівство Сербія та Болгарське царство, крім того Королівство Сербія прагнула здобути вихід до моря. В 1913 вибухнула Друга балканська війна, в якій спільним ворогом стало Болгарське царство. До противників Болгарського царства приєдналися Османська імперія та Румунське королівство. Хоча в результаті спільної перемоги над Болгарським царством Королівство Сербія так і не здобуло виходу до моря, проте воно сильно зміцнилося, що не могло не хвилювати Австро-Угорську імперію. В 1914 після вбивства ерцгерцога Фердинанда в Сараєво, Австро-Угорська імперія оголосила Королівству Сербія війну, яка переросла у світовий конфлікт — Першу світову війну.

## Перша світова війна
Перша світова війна розпочалася в 1914 і тривала до 1918, закінчившись перемогою сил Антанти над силами Троїстого союзу. В результі війни політична карта Європи зазнала значних змін: розпалася Австро-Угорська імперія і утворилися нові держави в Східній Європі: Чехословацька республіка та Королівство Сербів, Хорватів і Словенців, знову незалежними стали Угорське королівство й Польща. В Російській імперії війна після Російської революції 1917 переросла в громадянську. Імперія збереглася у вигляді Радянського Союзу, проте Фінляндія, Литва, Латвія та Естонія, а також вище згадана Польща, отримали незалежність.

### Причини та привід

Народи Австро-Угорської імперії

Початок першої світової війни. Липнева криза 1914 року в міжнародних відносинах. Австро-сербський конфлікт.
Причиною Першої світової війни був конфлікт інтересів європейських імперій, кожна з яких намагалася розширити свої володіння за рахунок інших. Європа залишалася здебільшого мирною з часів Франко-пруської війни, боротьба в основному між змістилася в колонії, тим часом всі великі європейські держави були втягнуті в перегони озброєнь. Ідеологічною основою війни був шовінізм. Німецька імперія йшла на війну під гаслом «Gott strafe England» (Боже, покарай Англію), британці зненацька стали називати німців не інакше як гунами. В Росії та Королівстві Сербія панувала ідеологія панслов'янізму, прагнення об'єднати в імперії всі слов'янські землі у випадку Російської імперії або всі південно-слов'янські землі у випадку Королівства Сербія. Водночас підкорені народи прагнули до незалежності, «потайки» бажаючи своїм імперіям поразки, наприклад, чехи щодо Австро-Угорської імперії або поляки щодо Російської імперії.
Приводом для війни послужило вбивство австрійського ерцгерцога Фердинанда членом сербської молодіжної організації Млада Босна і, мабуть, таємної сербської організації Чорна рука, Гаврилом Принципом, яке сталося 28 червня 1914 в Сараєво. Цим вбивством розпочався період дипломатичних маневрів, відомий як Липнева криза. Австро-Угорська імперія оголосила Королівству Сербія липневий ультиматум, що складався з 10 зумисно неприйнятних вимог. Королівство Сербія згодилася тільки на вісім, тож 28 липня 1914 Австро-Угорська імперія оголосила їй війну, що через кілька днів переросла у глобальну.

### Супротивники

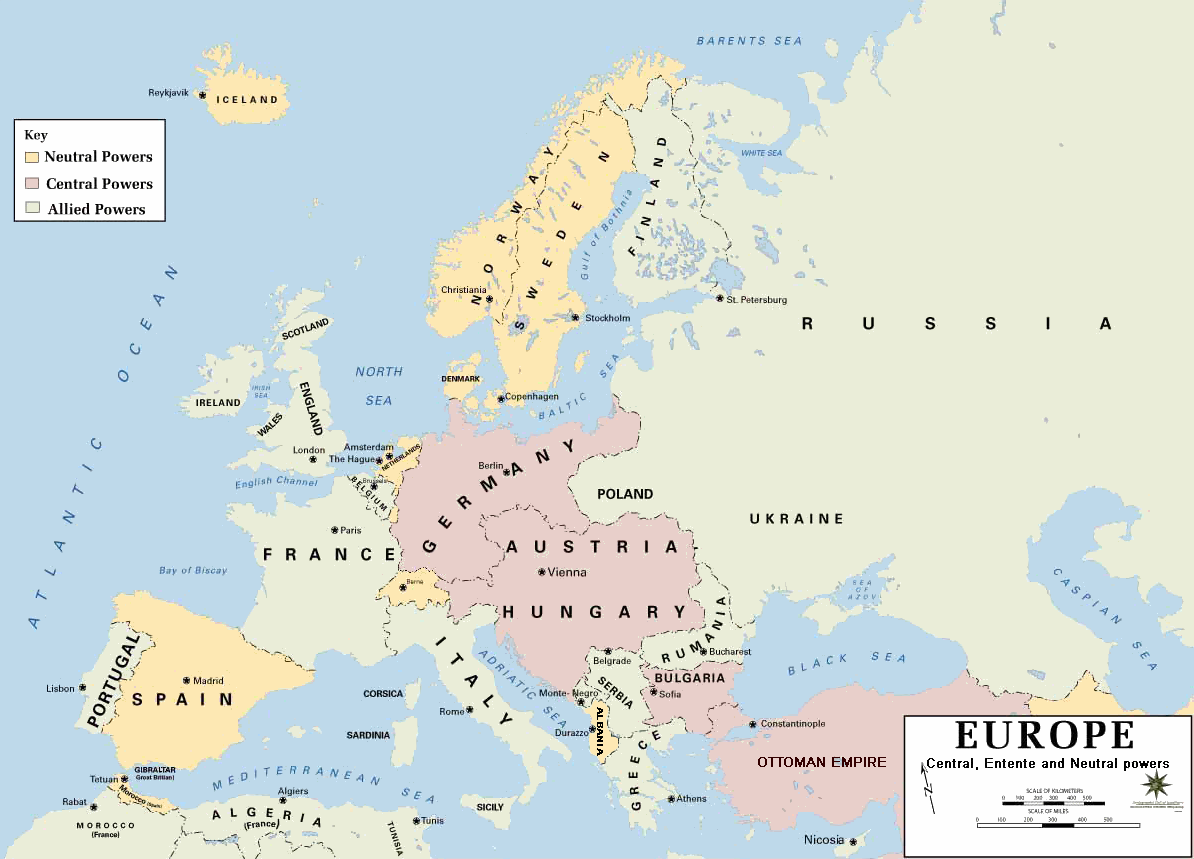
Союзні, центральні та нейтральні держави в 1914

Вступ у війну Німецької імперії, Австро-Угорської імперії, Російської імперії, Великої Британії, Французької імперії.
Російська імперія не бажала посилення Австро-Угорської імперії на Балканах, до контролю над якими прагнула сама. Наступного дня після оголошення Австро-Угорською імперією війни Королівству Сербія, російський імператор звелів розпочати часткову мобілізацію. 30 липня оголосила мобілізацію Німецька імперія. 1 серпня вона оголосила війну Російській імперії. Того ж дня оголосила мобілізацію Французька республіка, ворожа до Німецької імперії з часів анексії останньою Ельзасу і Лотарингії під час Франко-пруської війни. 4 серпня 1914 Велика Британія, отримавши від німців «незадовільну відповідь» на ультиматум, що вимагав нейтральності Бельгії, оголосила війну Німецькій імперії.
Пов'язані системою міжнародних договорів до війни поступово долучилися майже всі європейські держави та США, втягнувши в неї свої колонії, домініони та протекторати. В Європі нейтральними залишилися тільки Швейцарія, Нідерланди, Іспанія та Скандинавські країни.

### Кампанії 1914 року
Стратегічні плани противників. План Шліффена та його крах. Бойові дії на Балканах та на Кавказі.
Генеральні штаби головних учасників війни розробили плани її ведення задовго до початку бойових дій. Потреби реальної ситуації внесли в них корективи. Австро-Угорська імперія планувала швидко перемогти Королівство Сербія, але не отримала потрібної допомоги від Німецька імперія для утримування Російської імперії. Німецька імперія модифікувала розроблений ще в 1905 план Шліффена ведення війни з Французькою республікою. План передбачав прорив через територію нейтральних держав Бельгії та Нідерландів до столиці Французької республіки Парижа, оточення й знищення французької армії. Модифікація передбачала відведення більших військ, ніж планувалося на східний фронт з Російською імперією та відмову від нападу на Нідерланди. Російська імперія впровадила План «А», за який основний удар повинен був спрямовуватися проти Австро-Угорської імперії. Французький План-17 не був конкретно планом ведення кампанії, а планом мобілізації та перегрупування військ. Німецька імперія та Австро-Угорська імперія сподівалися на вступ у війну Королівства Італія, який скував би як французькі війська, так і британський флот, але цього не сталося — Італія вступила у війну тільки пізніше, й на боці сил Антанти.
Спроби Австро-Угорської імперії швидко здолати Королівство Сербія завершилися трьома поразками у битвах при Цері в серпні, на Дрині у вересні та біля Колубари в грудні. До кінця року границі між державами залишилися незмінними.
Німеччина привела в дію модифікований план Шліффена на західному фронті, але після початкового успіху в Пограничній битві німецький наступ виснажився — опір бельгійських військ, допомога британців та швидка мобілізація французів сприяли зупинці німців у Першій битві на Марні. Після цієї битви обидві сторони почали серію маневрів, відомих під назвою Перегони до моря, однак не зуміли здобути переваги й західний фронт перейшов у стадію траншейної війни.
Російський наступ на Східну Пруссію, східно-прусська операція, зазнав невдачі у битві під Танненбергом. Проте, Німецька імперія та Австро-Угорська імперія не змогли здобути швидкої перемоги, й змушені були вести війну в Європі на два фронти.
Наступ османських військ на Російську імперію на кавказькому фронті у грудні 1914 зазнав поразки у битві при Сарикамиші. На тихоокеанському театрі бойових дій Німецька імперія втратила всі свої колонії: 30 серпня Нова Зеландія захопила Німецьке Самоа, у вересні Австралія — Німецьку Нову Гвінею, Японська імперія заволоділа Мікронезією і після осади Ціндао німецьким вугільним портом Ціндао в Республіці Китай. В Африці війна проходила зі змінним успіхом. Британці та французи вторглися в Тоголенд, німецькі війська з Південно-Західної Африки напали на Південну Африку, у Німецькій Східній Африці німецькі колоніальні сили партизанили до закінчення війни в 1918.
На морі Королівський британський флот швидко встановив своє домінування. Початкові спроби німецьких військових кораблів перехоплювати морські конвої були припинені внаслідок низки морських битв. Британський флот встановив морську блокаду Німеччини, порушуючи при цьому міжнародні угоди, оскільки мінні поля заважали транспорту суден нейтральних держав.

### Кампанії 1915—1916 років
Брусиловський прорив. Австро-німецький наступ на сході. Невдача військ Антанти у Дарданеллах. Вступ у війну Королівства Італія. Бойові дії в 1916 році. Верденська битва. Контрнаступ військ Антанти на Соммі. Підводна війна.

#### Західний фронт
На західному фронті тривала траншейна війна й спроби сторін зробити вирішальний прорив завершувалися або повним провалом, або незначними здобутками. Тактика ведення війни не встигала за розвитком військової технології. Захисні споруди з колючим дротом, бліндажі, кулемети створювали дуже важкі умови для наступу, тому оборона брала гору. В Другій битві при Іпрі німці вперше, порушуючи Гаазькі конвенції використали хімічну зброю. Надалі отруйні гази використовували обидві сторони, але вирішального значення це не мало.
Впродовж 1915 французькі та британські війська зробили кілька невдалих спроб прорвати лінію фронту. Німці перейшли в наступ тільки одного разу — у Верденській битві в лютому 1916. Перед битвою вони провели 8-годинну артилерійську підготовку, й не сподівалися зустріти значний опір, однак французи відважно захищалися. Німці змогли захопити форти Дуомон та Во, проте прибули французькі резерви й зупинили наступ. Впродовж літа й осені французи повільно просувалися вперед і повернули собі втрачене. Йшли безперервні артилерійські дуелі, а також боротьба за контроль повітря, оскільки вже стала очевидна розвідувальна цінність літаків.
В липні 1916 союзні держави розпочали наступ, який отримав назву битви на Соммі. Це була одна з найкривавіших битв війни. В її результаті армії союзних держав дещо просунулися, але вирішального прориву зробити не змогли. Після Верденської битви та битви на Соммі німецьке командування оцінило ситуацію і вирішило, що не має достатніх сил для подальшого наступу, тому потрібно зосередитися на інших фронтах. Німці зміцнили свої оборонні позиції, збудувавши в тилу своїх військ оборонну лінію Гінденбурга, яка скорочувала протяжність фронту й давала кращі можливості для стримування противника.

#### Балканський фронт
На Балканському театрі восени 1915, після вступу до війни Болгарського царства, що прагнуло відібрати у Королівства Сербія території, які вважала своїми, спільні австро-угорські, німецькі та болгарські війська впродовж місяця завоювали Королівство Сербія. Сербські війська відступили в Грецьке королівство. Допомога союзних держав запізнилася. В результаті утворився Македонський фронт, стабільний до 1918.

#### Східний фронт
Початкові успіхи росіян проти Австро-Угорської імперії у 1914 році після Горлицького прориву німецьких військ у 1915 змусив росіян до Великого відступу, і австро-угорці повернули собі Галичину, зокрема Львів. Брусиловський прорив у Галичині у червні 1916 був найбільшою перемогою Російської імперії у війні. Австро-Угорщиська імперія зазнала значних людських втрат і надалі практично не мала наступального потенціалу, залежачи від німецької армії.
У серпні 1916 до війни на стороні союзних держав приєдналось Румунське королівство, сподіваючись відібрати у Австро-угорської імперії Трансильванію, але після початкових успіхів її війська вкупі з російськими були розбиті спільними зусиллями всіх чотирьох центральних держав. У результаті Австро-німецького наступу половина Румунії опинилася під німецькою окупацією, виникла загроза для півдня Російської імперії.

#### Італійський фронт
Італія вступила у війну на боці союзних держав, після того як їй пообіцяли Південний Тіроль, Венецію-Джулію та узбережжя Далмації після перемоги над Австро-Угорщиною. Однак, італійські атаки австрійських позицій в умовах важкого гірського терену впродовж 1915—1916 років не мали жодного успіху.

#### Близькосхідний фронт
У квітні 1915 британські та французькі війська розпочали Дарданельську операцію проти Османської імперії з метою захопити Стамбул. Операція була невдалою. Після вступу у війну Болгарського царства й відкриття Македонського фронту, союзні держави в грудні вивели свої війська. Після цього османи спробували прорватися до Суецького каналу, але поразка при Романі поклала край цим амбіціям.
Британські війська зазнали поразки також у Месопотамській кампанії після невдалої облоги Ель-Кута. Війська Російської імперії, проте, значно просунулися в глибину османської території. Ситуацію в багатонаціональній Османській імперії ускладнювало прагнення поневолених народів до визволення. В 1915 розпочався геноцид вірмен у Туреччині, водночас Вірменський корпус добровольців приєднався до сил союзних держав. В червні 1916 битвою за Мекку розпочалося Арабське повстання, яке згодом привело до утворення незалежних арабських країн.

#### Війна на морі
Через британську блокаду німецькі надводні кораблі впродовж війни були змушені здебільшого залишатися в портах. Однак, німці могли використовувати підводні човни для нападу на транспортні та торгові кораблі союзних держав з метою обірвати лінії постачання між Америкою та Великою Британією. Після потоплення у 1915 пасажирського судна «Лузитанії» з американськими пасажирами Сполучені Штати оголосили протест, оскільки атака підводних човнів захоплює цивільне судно зненацька й у команди та пасажирів залишається мало шансів на порятунок. Німецька імперія зобов'язалася не нападати на пасажирські судна, але в 1917, напередодні вступу США до війни, німці повернулися до тактики необмеженої підводної війни. Втім, вони могли вивести в Атлантику тільки 5 підводних човнів, і вирішального значення вони не мали.
Найбільша морська битва війни, Ютландська морська битва, відбулася 31 травня — 1 червня 1916. В битві німецький флот потрапив у скрутне становище, але все ж зумів прорватися до своїх портів.

### Події 1917—1918 років
Вплив революції в Росії на хід війни. Вступ у війну США. Воєнні дії на Західному фронті. Поразки російських військ. Антивоєнні виступи. Революційні події в Німецькій імперії та розпад Австро-Угорської імперії.
До 1917 більшість країн, що брали участь у війні виснажились, як економічно, так і морально. Це виснаження призвело до посилення антивоєнних рухів, братання на лінії фронту та дезертирства. Втратили популярність і захиталися уряди.

#### Російська революція

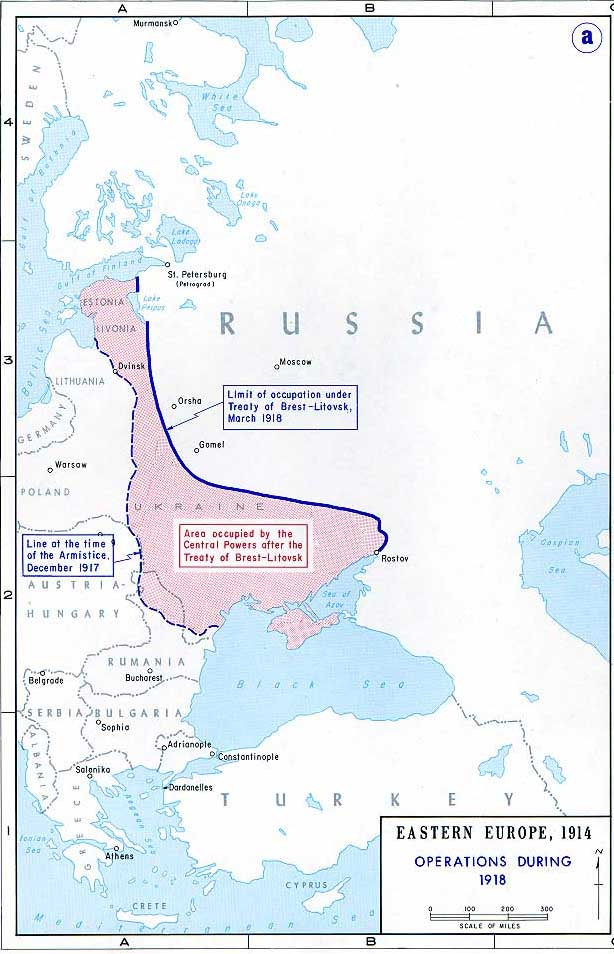
Територіальні втрати Росії за Брестським миром

Лютнева революція в Російській імперії спалахнула на початку березня 1917. Її розпочав страйк на Путиловському заводі. Наступного дня, 8 березня, відбулися масові демонстрації, в яких взяли участь багато жінок. Революційні події змусили імператора Миколу II відректися від трону. Влада перейшла до слабкого Тимчасового уряду, а незабаром встановилося двовладдя — поряд із Тимчасовим урядом ситуацію в російській столиці контролювали Ради. В липневі дні на вулиці Петрограда вийшло півмільйона демонстрантів проти Тимчасового уряду. Тимчасовий уряд відповів арештами лідерів більшовиків. В кінці серпня відбувся Корніловський заколот — невдала спроба встановити диктатуру. 7 листопада 1917 більшовики здійснили Жовтневий переворот, скинули Тимчасовий уряд і оголосили владу рад. 22 січня 1918 Українська Центральна Рада оголосила самостійність Української Народної республіки.
Російська революція докорінно змінила становище на східному фронті. Дисципліна в російській армії ослабла в результаті демократизації, офіцери не могли приймати рішень без згоди солдатських комітетів. Невдалий Червневий наступ 1917 в Галичині був останньою наступальною операцією росіян у війні. Після Жовтневого перевороту більшовики спробували вийти з війни, але німці, які на той час легко захопили значні території, вимагали територіальних поступок. Врешті-решт, у березні 1918 був підписаний Брестський мир між більшовицькою Росією та Німецькою імперією, за яким РСФРР втрачала значні території. Дещо раніше був підписаний Берестейський мир між центральними державами та УНР.

#### Вступ у війну США
Сполучені Штати Америки оголосили війну Німецькій імперії 6 квітня 1917. З початку війни США притримувалися політики невтручання (ізоляціонізм), хоча вели інтенсивну торгівлю з Британією. Президент Вудро Вільсон виграв вибори, обіцяючи не втягувати країну у війну, однак згодом США забажали мати голос за столом переговорів. Приводом для вступу Америки у війну послужила тактика необмеженої підводної війни, яку проводили німці, перехоплена й дешифрована британцями телеграма німців Мексиці, в якій вони закликали південного сусіда США напасти на Сполучені Штати й повернути собі Техас та інші втрачені території, вибухи на заводах у Нью-Джерсі, які описувалися як німецький саботаж.
В січні 1917 Вудро Вільсон здійснив спробу посередництва, запропонувавши обом сторонам сформулювати свої вимоги. Німці відмовилися відповідати, а союзні держави висунули вимогу відшкодування збитків, вивід військ із захоплених територій та визнання принципу національностей. що включало створення слов'янських держав, зокрема вільної та об'єднаної Польщі.
Армія США на момент оголошення війни була невелика, але інтенсивна пропагандистська компанія й мобілізація дозволили зібрати під знамена 2,8 млн вояків, яких почали переправляти кораблями в Європу.
2 липня 1917 у війну на стороні Антанти вступила Греція.

#### Події на західному фронті
3 травня 1917 союзні держави розпочали наступ Нівелля, який за планом повинен був завершити війну за 48 годин, але закінчився повним провалом. Величезні втрати призвели до масових виявів непокори в французькій армії. Солдати 2-ї колоніальної дивізії відмовилися підкорятися офіцерам і йти в наступ, 20 тис. вояків 54-ї дивізії дезертували. Надалі французькі солдати відмовлялися брати участь у кривавих наступальних операціях. Внаслідок цих подій командування французькими силами отримав Філіпп Петен, який припинив великомасштабні атакувальні дії, що вимагали великих жертв. Після того, як центральні держави розгромили італійців у битві при Капоретто, союзні держави організували Вищу воєнну раду для узгодження дій.
В грудні 1917 року Німецька імперія підписала перемир'я з більшовицькою Росією, що дозволило їй перевести сили на захід, однак величезні території окупованої України вимагали військ і зменшили це підсилення. Знаючи, що після вступу у війну США, затягування призведе тільки до поразки, Німецька імперія здійснила у 1918 Весняний наступ. Німці застосували нову тактику штурмових загонів, яку започаткували росіяни при Брусиловському прориві. Їм вдалося просунутися на 60 км і підійти на 120 км до Парижа, звідки вже могли обстрілювати столицю Французької республіки з круппівських гармат. Однак, їм не вистачило танків для розвитку успіху. Після Другої битви на Марні німецький наступ захлиснувся і союзні держави перейшли в контрнаступ. До 20 липня німці знову опинилися на вихідних позиціях, моральний стан армії упав, в країні розпочалися антивоєнні марші.
8 серпня 1918 року битвою при Ам'єні союзні війська розпочали Стоденний наступ. При підтримці 414 танків вони просунулися в глибину території супротивника на 12 км всього за 7 годин. За 4 тижні в полон було взято понад 100 тис. німецьких вояків. Вістка про неминучу поразку поширилася серед німецьких військ. У листопаді розпочалася Німецька революція і 9 листопада була оголошена Веймарська республіка.

#### Події на італійському фронті. Розпад Австро-Угорської імперії
24 жовтня італійські війська перейшли в наступ і швидко повернули собі втрачені території. Битва при Вітторіо-Венетто знаменувала собою кінець Австро-Угорської імперії. В останній тиждень жовтня Угорська Демократична Республіка, Чехословацька республіка та Держава Словенців, Хорватів і Сербів оголосили незалежність, Габсбурзька імперія припинила своє існування.

### Закінчення війни
Комп'єнське перемир'я. Поразка Німецької імперії та її союзників. Масштаби втрат і руйнувань.
Стоденний наступ союзних держав призвів до швидкого припинення війни. Першою перемир'я підписало Болгарське царство. Це сталося 29 вересня 1918. 30 жовтня капітулювала Османська імперія. Австрія та Угорщина підписали перемир'я як окремі держави 3 листопада. 9 листопада Німеччина була проголошена республікою, а кайзер утік у Нідерланди. Від імені Німеччини перемир'я 11 листопада підписав у залізничному вагоні поблизу від Комп'єня Маттіяс Ерцбергер.
Остаточі політичні підсумки Першої світової війни були затверджені Версальським договором влітку 1919.
Перша світова війна принесла великі людські жертви: загинуло близько 10 млн військовослужбовців, 20 млн було поранено й 7 млн зникли. Ще більші людські жертви, понад 50 млн людей, пов'язані з пандемією іспанського грипу, яка розпочалася в останній рік війни. Війна супроводжувалася епідемією тифу, який теж забрав чимало життів.
За роки війни економіка зросла у США, Великої Британії та Королівства Італія, в інших країнах, навіть нейтральних, валовий національний продукт зменшився, в Російській, Австро-Угорській, Османській імперіях та Французькій республіці на 30-40 %.
Продовження на сторінці Всесвітня історія XX століття. Частина II